# Conostigmus irsac
Conostigmus irsac är en stekelart som beskrevs av Paul Dessart 1997. Conostigmus irsac ingår i släktet Conostigmus och familjen trefåresteklar. Inga underarter finns listade i Catalogue of Life.